# Garibaldi, British Columbia
Garibaldi, till 1932 Daisy Lake, är en numera så gott som övergiven tätort  i British Columbia i Kanada. Den är belägen söder om Daisysjön. 

### Fotnoter
1. ↑  ”Garibaldi” (på engelska). British Columbia. http://apps.gov.bc.ca/pub/bcgnws/names/37893.html. Läst 12 februari 2014.